# Chastel Blanc
Chastel Blanc, o Safita, è un castello templare situato nell'omonima città in Siria. È menzionato per la prima volta in una fonte araba nel 1112 e si pensa sia entrato nelle mani dell'Ordine Templare verso il 1170. Il sultano Baybars tentò di conquistarlo, e per sventare il pericolo furono liberati 300 prigionieri musulmani. Ma alla morte di Saint Luis, il mamelucco tornò ad attaccarlo, conquistandolo nel 1271.

## Descrizione

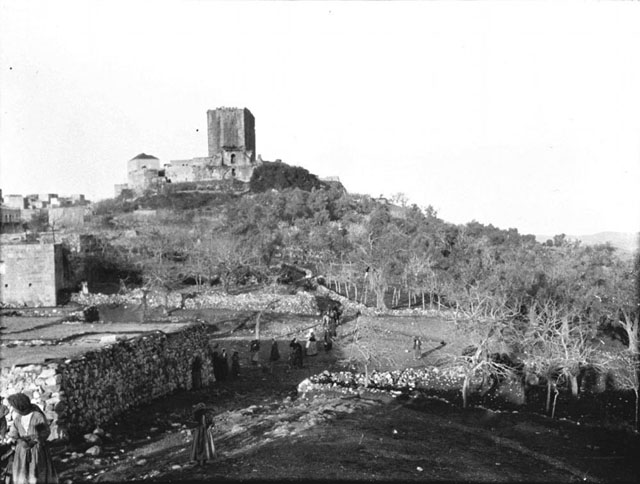
Chastel Blanc in una foto del 1905

Oggi del castello resta solo il maschio, posto su un colle a 380 m di altezza. Questo (di dimensioni 31x18 m e alto 27) ha mura spesse 4 m ed è diviso in due piani, dei quali quello inferiore ospita una chiesa a tre campate, e quello superiore una sala da otto campate divise per due da tre colonne, con 11 feritoie. Sotto il maschio si trovava una cisterna d'acqua e attorno ad esso si ergevano due cinte murarie di forma irregolare con qualche torre e il corpo di guardia di fronte.

## Galleria d'immagini

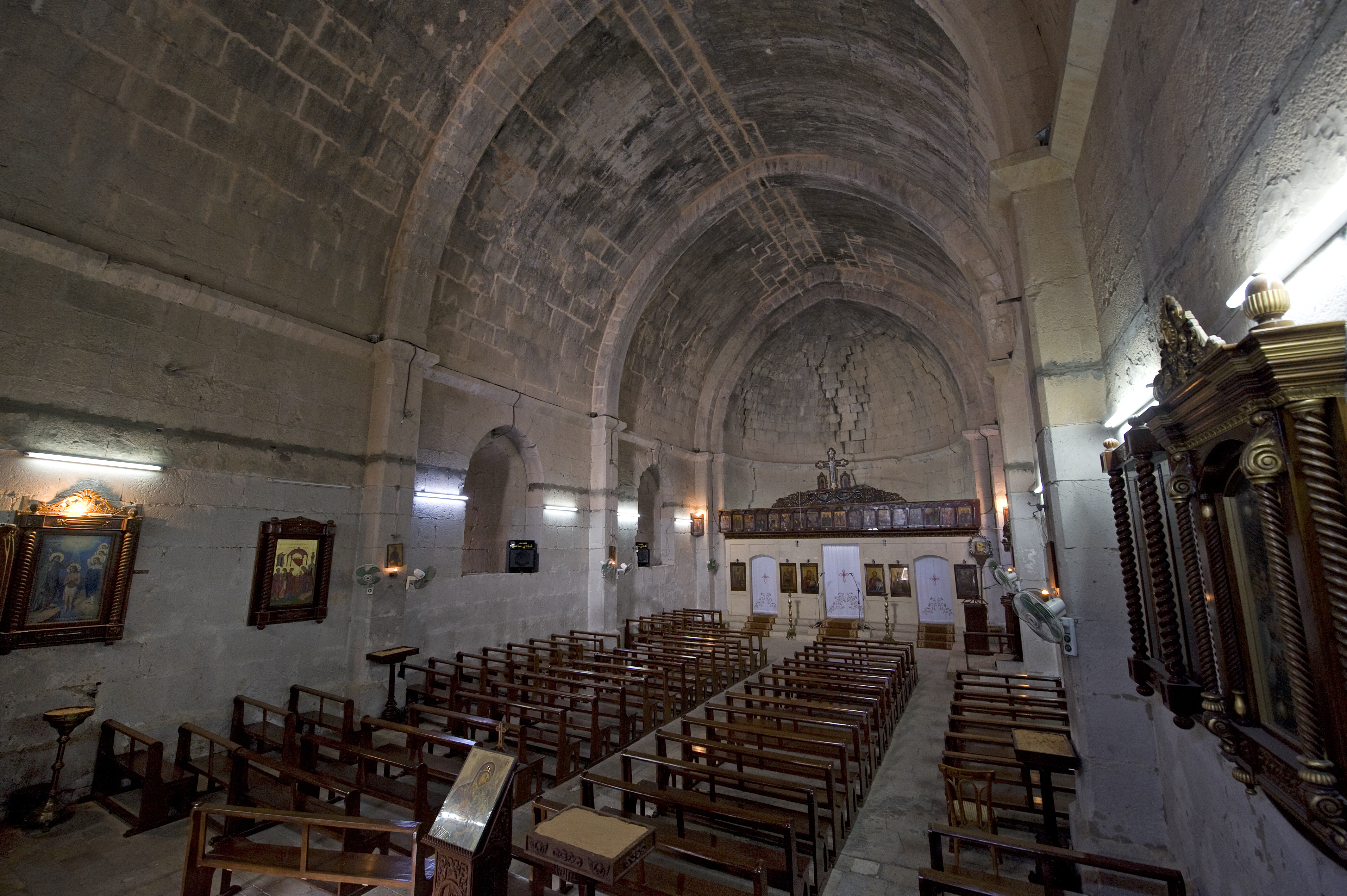
Chiesa all'interno del torrione
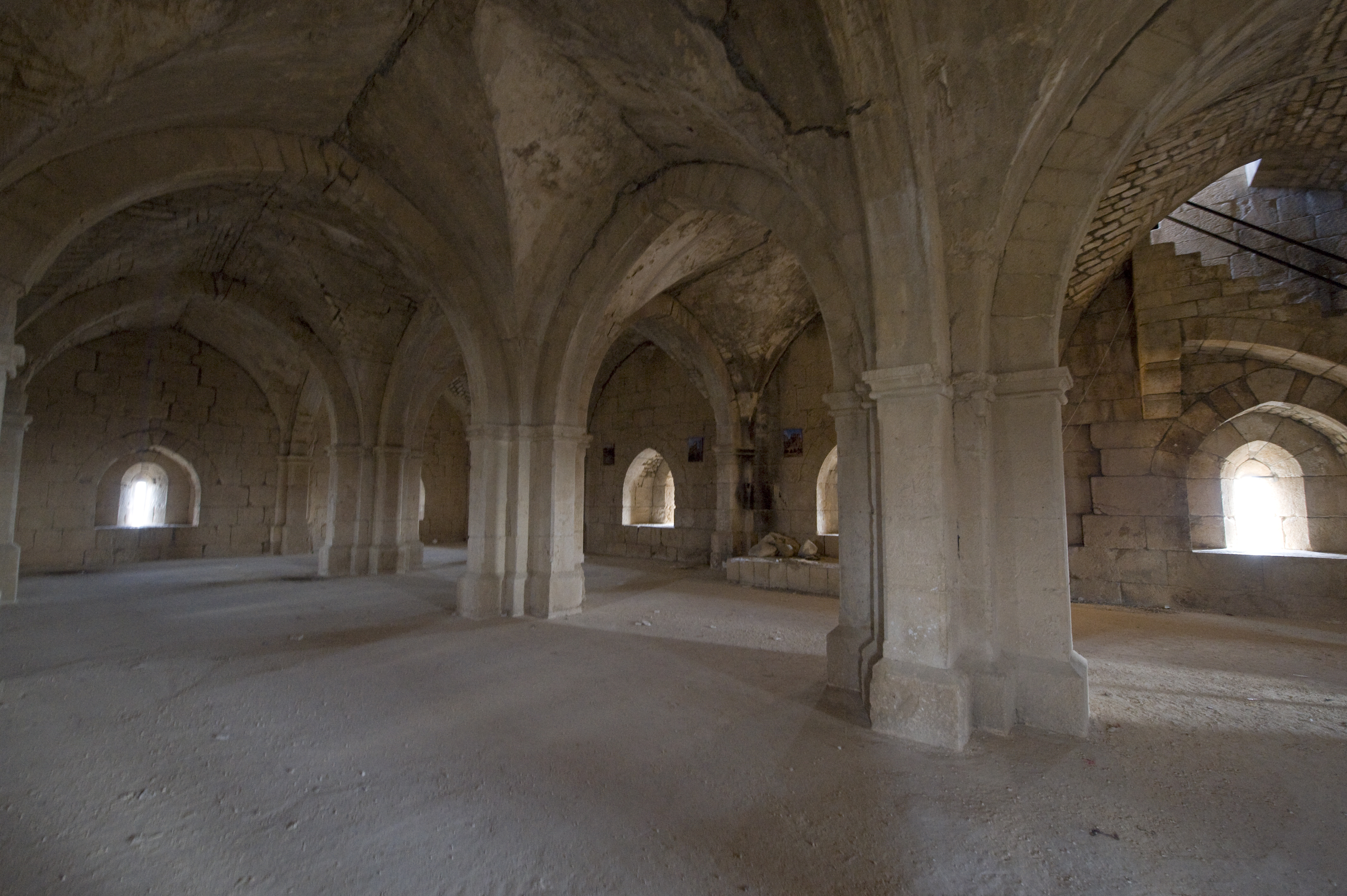
Sala superiore